# Freie-Partie-Europameisterschaft der Damen
Die Freie-Partie-Europameisterschaft der Damen wird seit der Saison 1984/85 in der Karambolagevariante Freie Partie ausgetragen. In der Regel fand sie einmal jährlich statt. Ausgerichtet wurde sie vom europäischen Karambolagebillard-Verband CEB (Confédération Européenne de Billard).

## Geschichte
Durch das zunehmende Interesse der Verbände vor allem aus Frankreich, Belgien und der Niederlande wurde auf der CEB-Tagung 1984 eine Europameisterschaft der Damen in der Freien Partie eingeführt. Diese fand bis zur Saison 2014/15 in unregelmäßigen Abständen statt. Nach der EM 2014/15 wurde sie aus dem internationalen Turnierkalender gestrichen, weil wie auch bei den Männern Dreiband in den Vordergrund rückte.
Zur Saison 2016/17 wurde ein Freie Partie Ladies-Cup eingeführt, die dann als Europameisterschaft gewertet wurde. Da das Leistungsniveau, bis auf wenige Ausnahmen, deutlich nachgelassen hat, wurde das Turnier auf dem kleineren Turnierbillardtisch durchgeführt. Damit sind Rekorde nicht mehr direkt vergleichbar und werden deshalb gesondert dargestellt.

## Modi

### Partiedistanzen
150 Punkte oder 30 Aufnahmen (auf dem Matchbillard)
120 Punkte oder 30 Aufnahmen in der Vorrunde und 150 Punkte in der KO-Runde (auf dem Turnierbillard)

### Spielsystem
Round-Robin-Modus mit anschließender Knock-out-Phase
oder

Round-Robin-Modus

### Platzierungswertung
1. MP = Matchpunkte
2. GD = Generaldurchschnitt
3. HS = Höchstserie

## Rekorde
Rekordsiegerin:

12 Mal:

 Magali Declunder 
Bester Generaldurchschnitt (GD) im Turnier (auf dem Matchbillard):

062,50  Magali Declunder  (1988 in Bad Mondorf )

Bester Generaldurchschnitt (GD) im Turnier (auf dem Turnierbillard):

038,82  Magali Declunder  (2019 in Brandenburg an der Havel )

Bester Einzeldurchschnitt (BED) im Turnier (auf dem Matchbillard):

150,00  Magali Declunder (1992 in  Enghien )

000000 Susanne Stengel (1999 in  Montgeron )

Bester Einzeldurchschnitt (BED) im Turnier (auf dem Turnierbillard):

150,00  Magali Declunder (2019 in  Brandenburg an der Havel )

Höchstserie (HS) im Turnier (auf dem Matchbillard):

00150  Magali Declunder (1992 in  Enghien )

000000 Susanne Stengel (1999 in  Montgeron )

Höchstserie (HS) im Turnier (auf dem Turnierbillard):

00150  Magali Declunder (2019 in  Brandenburg an der Havel )

## Turnierstatistik
Der GD gibt den Generaldurchschnitt des jeweiligen Spielers während des Turniers an.
| Nr. | Jahr | Ort                      | Gold                    | GD    | Silber             | GD    | Bronze                  | GD    |
| --- | ---- | ------------------------ | ----------------------- | ----- | ------------------ | ----- | ----------------------- | ----- |
| 01  | 1985 | Crosne                   | Magali Declunder        | 4,46  | Manuela Kramer     | 3,47  | Marja Ruygrok           | 3,71  |
| 02  | 1986 | Hengelo                  | Magali Declunder        | 11,71 | Manuela Kramer     | 5,93  | Marja Ruygrok           | 3,85  |
| 03  | 1987 | Dongen                   | Magali Declunder        | 22,72 | Rianne Bruijnzeel  | 4,57  | Manuela Kramer          | 6,58  |
| 04  | 1988 | Bad Mondorf              | Magali Declunder        | 62,50 | Manuela Kramer     | 9,33  | Rianne Bruijnzeel       | 8,28  |
| 05  | 1989 | Salon-de-Provence        | Magali Declunder        | 32,87 | Manuela Kramer     | 7,45  | Rianne Bruijnzeel       | 6,04  |
| 06  | 1992 | Enghien                  | Magali Declunder        | 28,37 | Susanne Stengel    | 7,74  | Ingrid Engelbrecht      | 5,55  |
| 07  | 1993 | Berkel-Enschot           | Magali Declunder        | 42,88 | Ingrid Engelbrecht | 6,86  | Susanne Stengel         | 6,44  |
| 08  | 1994 | St. Wendel               | Magali Declunder        | 24,19 | Diane Wild         | 7,80  | Susanne Stengel         | 6,80  |
| 09  | 1997 | Dongen                   | Magali Declunder        | 9,74  | Monique van Exter  | 5,47  | Susanne Stengel         | 5,37  |
| 10  | 1998 | Wien                     | Magali Declunder        | 21,00 | Diane Wild         | 13,43 | Ingrid Engelbrecht      | 8,26  |
| 11  | 1999 | Montgeron                | Monique van Exter       | 7,95  | Susanne Stengel    | 7,84  | Diane Wild              | 6,94  |
| 12  | 2002 | Wien                     | Ingrid Engelbrecht      | 10,56 | Monique van Exter  | 8,72  | Susanne Stengel-Ponsing | 11,11 |
| 13  | 2006 | Haaksbergen              | Ingrid Engelbrecht      | 8,59  | Monique van Exter  | 6,30  | Susanne Stengel-Ponsing | 4,11  |
| Nr. | Jahr | Ort                      | Sieger                  | GD    | Platz 2            | GD    | Halbfinalisten          | GD    |
| 15  | 2013 | Brandenburg an der Havel | Monique van Exter       | 9,09  | Karolien Matthijs  | 8,65  | Magali Declunder        | 30,00 |
| 15  | 2013 | Brandenburg an der Havel | Monique van Exter       | 9,09  | Karolien Matthijs  | 8,65  | Susanne Stengel-Ponsing | 7,73  |
| 16  | 2015 | Brandenburg an der Havel | Susanne Stengel-Ponsing | 4,93  | Mirjam Emmens      | 5,09  | Magali Declunder        | 15,12 |
| 16  | 2015 | Brandenburg an der Havel | Susanne Stengel-Ponsing | 4,93  | Mirjam Emmens      | 5,09  | Veronique Ales          | 3,04  |
| 17  | 2017 | Rosmalen                 | Karolien Matthijs       | 18,83 | Christel Willemse  | 7,46  | Heike Hingerl           | 7,21  |
| 17  | 2017 | Rosmalen                 | Karolien Matthijs       | 18,83 | Christel Willemse  | 7,46  | Francine van Yperen     | 2,98  |
| 18  | 2018 | Ronchin                  | Magali Declunder        | 33,75 | Monique van Exter  | 7,46  | Karolien Matthijs       | 17,37 |
| 18  | 2018 | Ronchin                  | Magali Declunder        | 33,75 | Monique van Exter  | 7,46  | Christel Willemse       | 11,49 |
| 19  | 2019 | Brandenburg an der Havel | Magali Declunder        | 38,82 | Christel Willemse  | 12,13 | Susanne Stengel-Ponsing | 29,64 |
| 19  | 2019 | Brandenburg an der Havel | Magali Declunder        | 38,82 | Christel Willemse  | 12,13 | Monique van Exter       | 18,80 |
| 20  | 2022 | Melk                     | Magali Declunder        | 76,53 | Karolien Matthys   | 17,88 | Susanne Stengel-Ponsing | 15,77 |
| 21  | 2023 | Antalya                  |                         |       |                    |       |                         |       |